# تبراك
تبراك، إحدى المراكز التابعة لمحافظة القويعية في منطقة الرياض،بعد المزاحمية 36 كم وتبعد عن الرياض حوالي 76 كم غربا على طريق الرياض-الطائف السريع.
جغرافيا:
تقع تبراك في منطقة كثبان رملية تسمى نفود قنيفذاء، ويعرف قديماً بتبراك حيث لم يتغير اسمه على مر الأزمان.،وقد علق حمد الجاسر رحمهُ الله بقوله:«تبراك منهل لا يزال معروفاً في وسط نفود قنيفذة، وهو من مياه قبيلة قحطان».

## تبراك والتاريخ
قال الأصفهاني عنها:" تبراك ماء لبني نمير في وادي المروت لازقة بالوركة، وقال الشاعر:
وتعتبر تبراك وما حولها في السابق أملاكاً لبني نمير من عامر بن صعصعة، والتي تجاور باهله من جهة الغرب.

## أبرز معالمها
يوجد في مركز تبراك مزرعة الخالدية وهي مزرعة شاسعة في الكبر يملكها خالد بن سلطان بن عبد العزيز آل سعود وتعد مزرعة لإنتاج الخيول العربية الأصيلة حيث أن الخيول التي تنتج منها تحصل على أفضل الجوائز العالمية لسباقات الخيل.

## انظر ايضاً
- القويعية
- الرين

## وصلات خارجية
- الجلة وتبراك يقدمون مركز خدمات لضيوف الرحمن.